# کلیسای سانتا ماریا دله گرتزیه (میلان)
کلیسای سانتا ماریا دلهیک کلیسا و پرستشگاه در میلان و در شمال ایتالیا است که در فهرست میراث جهانی یونسکو به ثبت رسیده‌است. این کلیسا شامل نقاشی‌های دیواری شام آخر لئوناردو دا وینچی، در سالن ناهار خوری است.